# Фьодор Токарев
Фьо̀дор Васѝлиевич То̀карев (1871 – 1968) е съветски конструктор на стрелкови оръжия. Герой на социалистическия труд (от 1940 г.), доктор на техническите науки (от 1940 г.). Произхожда от казашко семейство.

## Биография
Токарев е роден на 2 юни 1871 г. в село Егорликско, Област на Донската войска (днес в Ростовска област). От 1887 до 1891 г. учи в Новочеркаск за оръжейник и след това служи като оръжеен майстор в 12-и казашки полк. След завършването на юнкерското училище през 1900 г. служи в същия полк като завеждащ оръжието. През 1907 г. като слушател в Офицерското стрелково училище в Ораниенбаум преработва магазинната винтовка модел 1891 в автоматична. По-късно я усъвършенства в Сестрорецкия оръжеен завод през 1908 – 1914 г. Работи и в Ижевския завод.
Когато Първата световна война избухва, Токарев е пратен на фронта, но след година и половина се връща в Сестрорецкия завод, за да продължи своята работа. По-късно работи в оръжейния завод в Тула от 1921 до 1941 г.
През 1925 г. на въоръжение в Червената армия е приета ръчната картечница МТ на Токарев. През 1927 г. Токарев разработва първия автомат в СССР. През 1930 г. на въоръжение в армията постъпва полуавтоматичния пистолет на Токарев ТТ, а през 1938 г. – полуавтоматичната винтовка на Токарев СВТ-38, по-късно СВТ-40.
Своето бойно кръщене винтовката получава в суровите условия на финската кампания, като се държи добре. След това е модернизирана. През 1940 г. на базата на своите винтовки Токарев разработва снайперска винтовка с оптически прицел и скоростна автоматична винтовка. Образците на автоматичните стрелкови оръжия успешно се използват по време на Втората световна война. В писма, изпратени от фронта, офицери и войници пишат за високите военни качества и благодарят на конструктора. Умира на 7 юни 1968 г. в Москва. Погребан в Тула.

## Награди и отличия
Носител на Държавната премия на СССР през 1940 г. Избран от жителите на Тула за депутат във Върховния съвет на СССР на 1-вото и 2-рото събрания. Награден с четири ордена „Ленин“, орден „Суворов“ II степен, орден „Отечествена война“ I степен, орден „Червена звезда“ и два ордена „Червено знаме на труда“. Отличаван с множество медали. Почетен гражданин на град Тула.